# Numb/Encore
Numb/Encore е сингъл, издаден на 13 декември 2004 г. В него участват Linkin Park и рапърът Джей Зи. Песента е комбинирана с текстове от песента Numb на Linkin Park и песента Encore на Джей Зи. Достига 20-то място на класацията Billboard Hot 100 в САЩ. Във Великобритания достига 14 място. Във Франция и Нидерландия достига 5 място, а в Ирландия прекарва 3 седмици на 1 място.